# سیزیف
سیزیف یا سیسیفوس (به یونانی: Σίσυφος)؛(به انگلیسی: Sisyphus) قهرمانی در اساطیر یونان است. او فرزند آیولوس پادشاه تسالی و انارته و همچنین همسر مروپه است. سیزیف پایه‌گذار و پادشاه حکومت افیرا (کورینتوس کنونی) و مروج بازی‌های ایسمی (Isthmian Game بازی‌هایی که از لحاظ اهمیت در ردهٔ بازی‌های المپیک قرار داشتند و هر دو سال یکبار برگزار می‌شدند) به حساب می‌آید.
او به علت خودبزرگ‌بینی و حیله‌گری به مجازاتی بی‌حاصل و بی‌پایان محکوم شد که در آن می‌بایست سنگ بزرگی را تا نزدیک قله‌ای ببرد و قبل از رسیدن به پایان مسیر، شاهد بازغلتیدن آن به اول مسیر باشد؛ و این چرخه تا ابد برای او ادامه داشت. به همین دلیل و از طریق تأثیر آثار کلاسیک یونانی بر فرهنگ مدرن امروزه انجام وظایفی که در عین دشواری، بی‌معنی و تمام نشدنی نیز هستند را گاهی «سیزیف‌وار» خطاب می‌کنند.

## ریشه‌شناسی
رابرت بیکز یک ریشه پیشایونانی را پیشنهاد می‌کند و معتقد به ارتباطی بین ریشه واژه سوفوس به معنای حکمت و افسانه ذکر شده‌است.
اخیراً نیگرو سانسونز چنین اندیشیده‌است که واژه «سیزیف» از صدای تنفس طبیعی انسان که متناوباً انجام می‌شود گرفته شده‌است و ریشه در تکنیک‌های کهن کنترل تنفس دارد.

## اسطوره‌شناسی

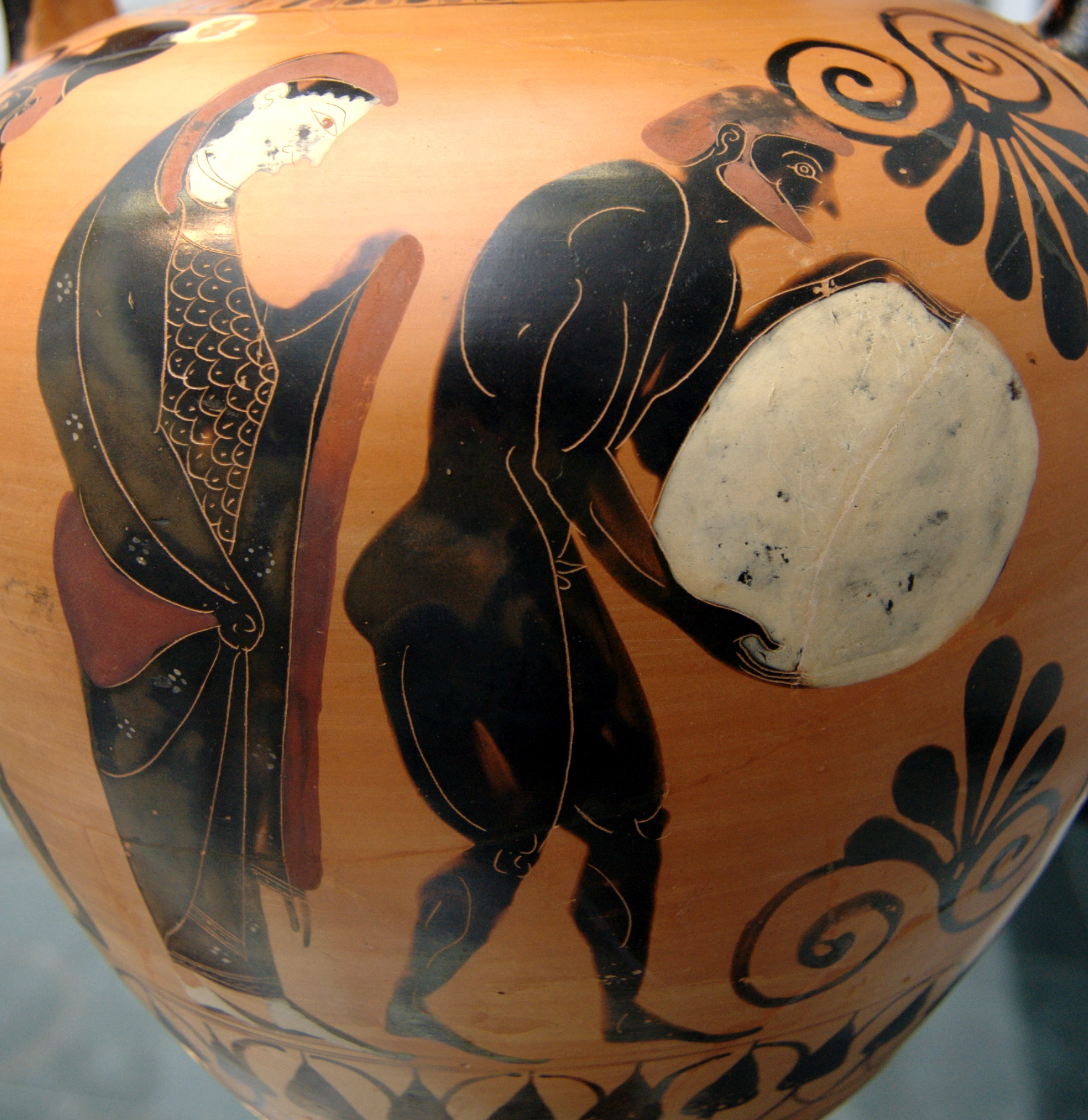
پرسفونه بر سیزیف در جهان زیرزمینی نظارت می‌کند، آتیکا گلدان سیاه‌گون آهفرا، ح. ۵۳۰ پیش از میلاد، موزه ستااتلیچه انتیکنسمملونگن، مونیخ، آلمان

سیزیف فرزند شاه آئولوس تسالی و انارته بود. وی بنیان‌گذار و اولین پادشاه افیرا بود. او از طریق مروپه پدر گالوسوس، اورینتیون، آلموس و ترزاندر بود، وی همچنین برادر سالمونوس و پدربزرگ بلروفون بوداز طریق گلایوس. سیزیف کشتیرانی و تجارت را رونق بخشید اما بسیار حریص و حیله‌گر بود. او همچنین مسافران و مهمانان را کشت، و به ژنیا که تحت تسلط زئوس بود تجاوز کرد. او از این کشتارها لذت می‌برد زیرا او را به عنوان یک رهبر مقتدر ابقا می‌کرد.
سیزیف و برادرش سالمنوس از یکدیگر متنفر بودند، و سیزیف با هاتف دلفی مشورت کرد تا راهی برای کشتن برادرش بدون تحمل شکنجه و عواقب آن بیاید. بر طبق گزارش هومر، سیزیف به‌عنوان حیله‌گرترین افراد مشهور بود. او دختر سالومون را فریفت تا یکی از نقشه‌هایش را برای کشتن برادرش عملی کند. او تصمیم به قتل فرزندان تیرو گرفت زمانی که وی متوجه شد که نقشه سیزیف استفاده از فرزندانش برای عزل پدرش است.
سیزیف به زئوس نیز خیانت کرد. او محل اژینا را که توسط زئوس ربوده شده بود برای پدرش آسوپوس خدای رودها فاش ساخت و در ازای آن رودی در شهر کورینتوس روان شد.
سپس زئوس به تاناتوس، خدای مرگ، فرمان داد تا سیزیف را در تارتاروس به بند بکشد. سیزیف کنجکاو بود که چرا هرمس که وظیفه‌اش هدایت ارواح به دنیای زیرین بود، در این موقعیت ظاهر نشده‌است. سیزیف مزورانه از تاناتوس خواست تا به او روش کار زنجیرها را نشان بدهد. زمانی که تاناتوس خواسته او را اجابت می‌کرد، سیزیف از موقعیت استفاده کرد و تاناتوس را به زنجیر کشید. زمانی که مرگ به زنجیر کشیده شد دیگر کسی بر روی زمین نمی‌مرد؛ و این بلوایی را خصوصاً برای آرس بر پا نمود زیرا نبردهای او به دلیل اینکه دشمنانش از دنیا نمی‌رفتند بدون جذابیت شده بودند؛ و به همین دلیل در این امر مداخله کرد. آرس خشمگین تاناتوس را نجات و شاه سیزیف را مجدداً زیر سلطه وی قرار داد.
در نسخه‌ای دیگر، هادس برای به زنجیر کشیدن سیزیف فرستاده می‌شود اما خود به بند می‌افتد. تا زمانی که وی دربند بود کسی نمی‌مرد. به همین دلیل قربانی کردن برای خدایان غیرممکن بود و پیران و بیماران رنج و عذاب بسیار می‌کشیدند. سرانجام خدایان سیزیف را به چنان سیه روزی در زندگی تهدید کردند که وی آرزوی مرگ کند و به این ترتیب او چاره‌ای غیر از رهاسازی هادس نداشت.
قبل از مرگ، سیزیف به همسرش دستور داد تا بدن عریان او را در میدان عمومی شهر بیفکند و ظاهراً این گفته را برای امتحان علاقه همسرش به خود بیان کرد. همین باعث شد تا وی در کرانه رود استیکس رها شود. سپس به پرسفونه شکایت کرد که این کار نشانه بی‌احترامی همسرش بوده‌است؛ و او را متقاعد کرد تا اجازه بازگشت به جهان بالایی را به او بدهد. زمانی که روح شاه به کورینتوس برگشت، همسرش را به دلیل عدم تدفین و برگزار نکردن مراسم سوگواری مناسب، چنانچه یک زن عاشق می‌بایست انجام می‌داد، سرزنش کرد. زمانی که شاه سیزیف از بازگشت به جهان زیرین سرپیچی کرد توسط هرمس و به زور به آنجا برده شد. در نسخه‌ای دیگر چنین آمده‌است که پرسفونه الهه جهان زیرین توسط سیزیف فریفته شد که او را اشتباهاً به جهان زیرین برده‌اند و به همین خاطر دستور رهاسازی شاه را داد.
در فیلوکتتس سوفوکلس ارجاعی است به پدر اودیسیوس (شایعه است که سیزیف پدر او بوده‌است، نه لائرتس، که در اودیسه به عنوان پدر اودیسیوس می‌شناسیم) درست زمانی که از مرگ بازمی‌گردد.
به عنوان مجازاتی برای فریبکاری‌هایش، شاه سیزیف مجبور به حمل تخته سنگی بزرگ به بالای شیبی تند گردید. تدارک یک تنبیه عجیب و وحشتناک برای سیزیف به این دلیل بود که وی گستاخانه عقیده داشت که در زیرکی از زئوس نیز پیشی گرفته‌است. بر این اساس زئوس زیرکی خود را در طلسم کردن صخره نشان می‌دهد تا قبل از رسیدن به قله دوباره به پایین بغلتد و به این طریق سیزیف را به تلاشی بی‌حاصل و بی‌پایان و یک ناکامی ابدی می‌سپارد. شاه سیزیف موضوعی مشترک برای نویسندگان باستان بود و تصویر وی توسط پلیگنوتوس بر دیوار لشه در معبد دلفی رسم شده‌است.

## تفسیرها

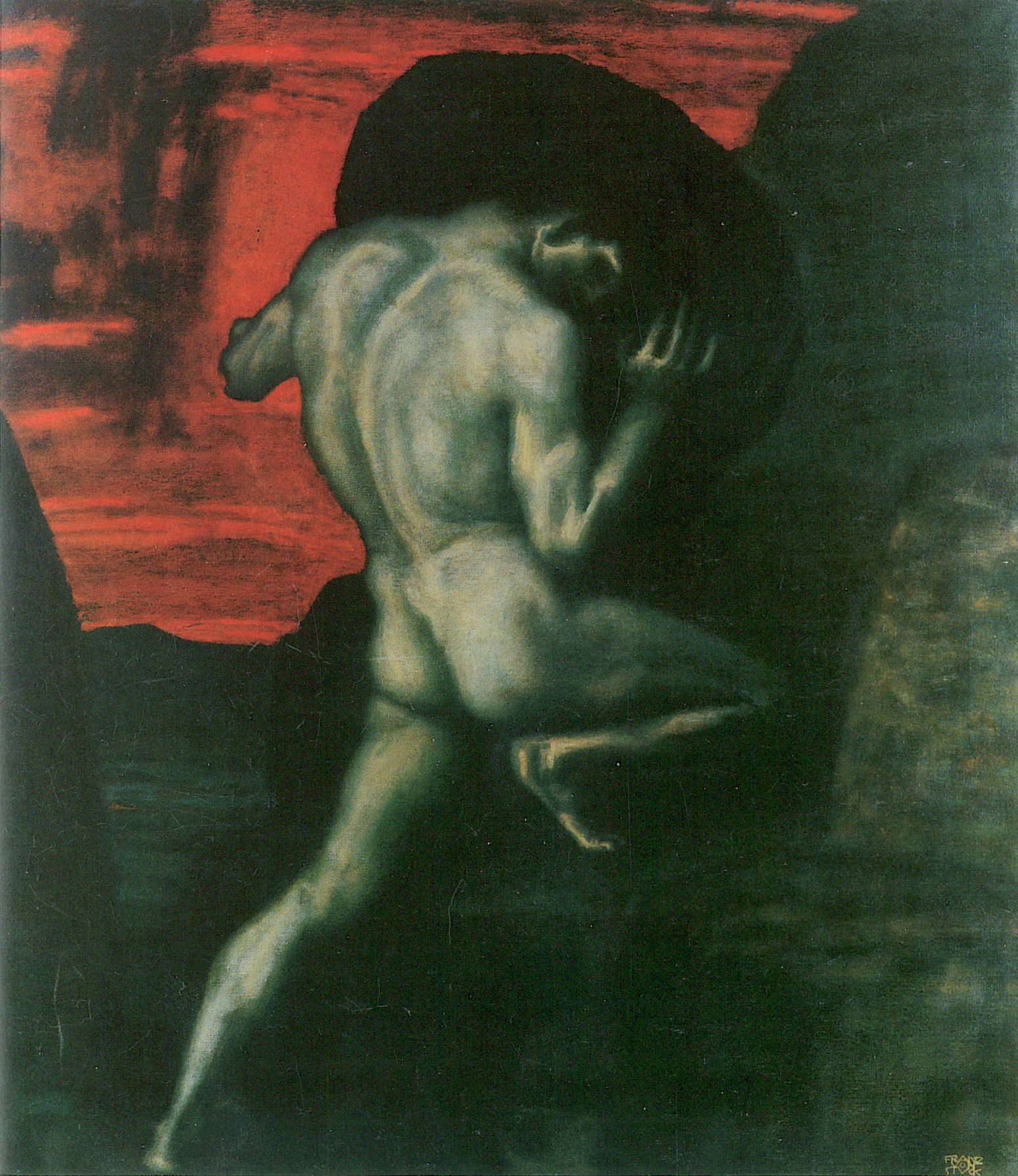
سیزیف اثر فون اشتوک.

بر طبق نظریه خورشیدی، سیزیف، لوح خورشیدی است که هر روز از شرق برمی‌خیزد و در مغرب فرومی‌رود. برخی دیگر او را تجسم شخصیت امواج می‌دانند یا دریای خائن. در سده یکم پیش از میلاد، لوکرتیوس فیلسوف اپیکوری، اسطوره سیزیف را نشانگر سیاستمدارانی دانست که پیوسته در انتخابات شکست می‌خورند. سورن کیرکگارد اسطوره را در واقع نمایانگر علاقه مفرط یک شخص به چیزی خاص می‌داند. «مضحک است اگر شخصی با اختلال ذهنی، تکه‌ای از گرانیت را با خود حمل کند و بپندارد که آن پول است، یا اینکه دون خوان ۱۰۰۳ معشوقه داشته باشد، زیرا اعداد بیانگر غیر واقعی بودن داستان هستند.»
فردریش ولکر داستان را نمادی از جستجوی بیهوده انسان در پی علم می‌داند؛ و سالمون ریناخ معتقد است که تنبیه سیزیف برای آن است که وی ساختمانی عظیم بنا کرد و با گستاخی خود را بالاتر از خدایان دانست. البر کامو در مقاله‌ای به سال ۱۹۴۲ سیزیف را نمایانگر پوچی زندگی انسان دانست، اما در پایان چنین نتیجه می‌گیرد «باید سیزیف را شاد تصور کرد زیرا تلاش و جدال برای دستیابی به قله‌ها به تنهایی برای پر کردن دل انسان کافیست».
کامو می‌گوید: «سیزیف از این طریق که از همهٔ آنچه که ورای تجربهٔ مستقیم او قرار دارد چشم پوشی می‌کند و به دنبال علت و فایدهٔ عمیق‌تری نمی‌گردد، پیروز است.»